# Titularbistum Binda
Binda ist ein Titularbistum der  römisch-katholischen Kirche.
Der antike Bischofssitz lag in der römischen Provinz Pisidien, in der heutigen Türkei. Es war ein Suffraganbistum des jetzigen Titularerzbistums  Antiochia in Pisidien.
| Titularbischöfe von Binda |                                                  |                                                            |                 |                    |
| Nr.                       | Name                                             | Amt                                                        | von             | bis                |
| 1                         | John D’Alton                                     | Koadjutorbischof von Meath (Irland)                        | 25. April 1942  | 16. Juni 1943      |
| 2                         | Ignácio Krause CM                                | Apostolischer Vikar von Shunteh (Xingtai) (Republik China) | 13. Januar 1944 | 11. April 1946     |
| 3                         | Celestino Fernández y Fernández                  | Weihbischof in Huajuapan de Léon (Mexiko)                  | 20. März 1948   | 12. Mai 1952       |
| 4                         | Eugen Seiterich                                  | Weihbischof in Freiburg (Deutschland)                      | 23. Juni 1952   | 7. August 1954     |
| 5                         | Bernard Joseph Topel                             | Koadjutorbischof von Spokane (Washington, USA)             | 9. August 1955  | 25. September 1955 |
| 6                         | Joseph Calasanz Fließer                          | emeritierter Bischof von Linz (Österreich)                 | 1. Januar 1956  | 12. Juni 1960      |
| 7                         | Cletus Joseph Benjamin                           | Weihbischof in Philadelphia (USA)                          | 17. August 1960 | 15. April 1961     |
| 8                         | Gaetano Alibrandi Titularerzbischof pro hac vice | Apostolischer Nuntius                                      | 5. Oktober 1961 | 3. Juli 2003       |